# Дуб черешчатий (Промінь)
Дуб черешчатий  — ботанічна пам'ятка природи місцевого значення. Об'єкт розташований на території Мелітопольського району Запорізької області, село Промінь.
Площа — 0,3 га, статус отриманий у 1979 році.